# 李獻廷
李獻廷（？—？），河南洛陽人，明朝政治人物，同進士出身。

## 生平
萬曆四十六年（1618年）戊午科舉人，崇禎元年（1628年），登進士，接替駱天閒，擔任南直隶常州府宜興縣知縣，后由童兆登接任知縣。